# Nederlandse Vereniging tot Integratie van Homoseksualiteit COC

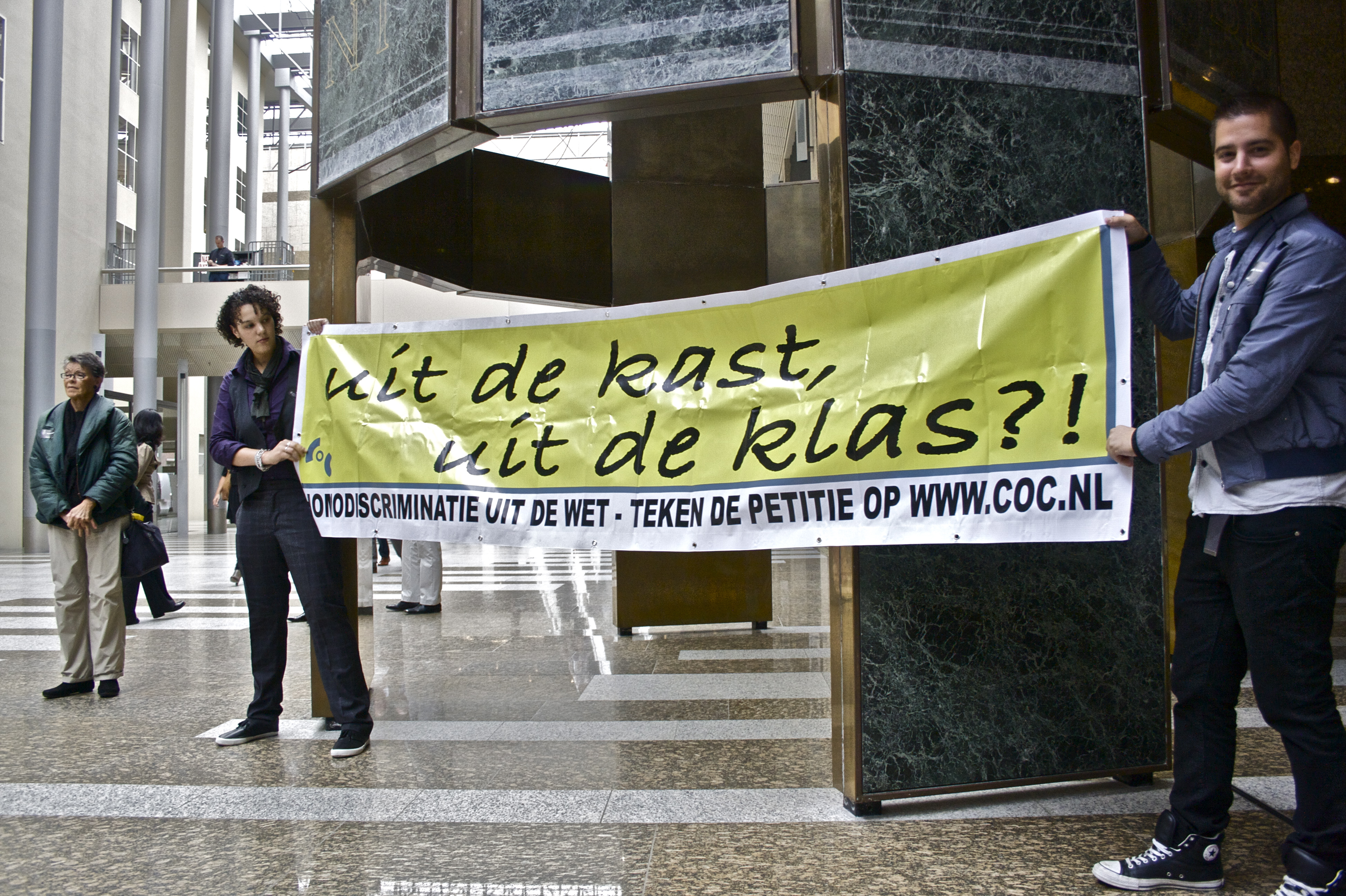
Attivisti del COC presso il parlamento nel 2009

La Nederlandse Vereniging tot Integratie van Homoseksualiteit COC, di solito abbreviata N.V.I.H. - COC ovvero COC è una associazione che rappresenta gli interessi di persone omosessuali, lesbiche o bisessuali dei Paesi Bassi.

## Storia
Il 7 dicembre 1946 venne fondato ad Amsterdam lo Shakespeareclub, su iniziativa di Niek Engelschman, Jaap van Leeuwen e Jo van Dijk, attivisti per i diritti LGBT.
In precedenza, nel 1939 Engelschman e van Leeuwen, insieme a Hann Diekmann, avevano cominciato i lavori per una rivista mensile per omosessuali, chiamata Levensrecht ("Diritto di vivere").
Nel marzo 1940 venne pubblicato il primo numero della rivista, ma poco dopo il terzo numero la Wehrmacht tedesca invase i Paesi Bassi e le attività appena cominciate divennero clandestine.
Dopo la guerra, nel settembre 1946, la rivista Levensrecht riprese le pubblicazioni ed i suoi lettori diventarono i primi membri dello Shakespeareclub.
Nel febbraio 1949 lo Shakespeareclub venne ribattezzato in Cultuur- en Ontspanningscentrum (C.O.C., "Centro culturale e ricreazionale").
Dall'inizio nel 1946 al 1962 il presidente era Bob Angelo, che era lo pseudonimo di Niek Engelschman.

## Emancipazione e ricreazione
Il C.O.C. aveva due scopi: voleva contribuire all'emancipazione sociale e voleva offrire cultura e ricreazione agli uomini gay e le donne lesbiche.
"Emancipazione sociale" significava l'abolizione dell'articolo 248-bis del Codice penale dei Paesi Bassi.
L'articolo era stato introdotto nel 1911 e puniva i rapporti sessuali tra persone dello stesso sesso tra 16 e 21 anni con una pena detentiva con un massimo edittale di quattro anni di prigione.
Per contatti sessuali tra persone del sesso differente il limite di età era 16 anni.
Il C.O.C. organizzava serate culturali e ricreative: all'inizio in un bar ad Amsterdam, dal 1947 in una sala dell'Associazione dell'Operetta e dal 1949 in una scuola di danza.
Nel 1952 il C.O.C. ottenne un proprio locale chiamato De Odeon Kelder (DOK).
Il tesoriere del C.O.C., Lou Charité, ottenne il controllo del locale e lo trasformò in una discoteca che a quel tempo ebbe il primato di discoteca gay più grande d'Europa.
Nel 1955 il C.O.C. traslocò in un nuovo locale chiamato De Schakel. Nel 1978 si trasferì nella sua sede attuale in Rozenstraat 14 nel quartiere Jordaan nell'Amsterdam-Centrum.
Nei primi anni le autorità tennero d'occhio precisamente le attività dello Shakespeareclub e del C.O.C.: l'associazione sentiva sempre la minaccia dell'articolo 248-bis del codice penale.
Gran parte dei raduni era controllata da poliziotti in borghese.
Ciononostante, il C.O.C. si estese alle città di L'Aia e Rotterdam, e più tardi anche a Utrecht ed Arnhem.
In altre città, ad esempio Groningen, Leeuwarden e Eindhoven, i tentativi degli omosessuali a organizzarsi inizialmente si scontrarono con la resistenza delle autorità locali.
Negli anni cinquanta del XX secolo il clima mutò e crebbe l'atmosfera di essere apertura e accettazione. Nella vicenda ebbe un ruolo importante la rivista mensile Vriendschap ("Amicizia", 1949–1964).

### Rinnovamento
Una conseguenza importante delle attività del C.O.C. negli anni cinquanta e sessanta del XX secolo fu la nascita di una nuova subcultura, con nuovi punti di incontro pubblici, perlopiù bar e discoteche. Invero, prima del periodo bellico le persone gay si incontravano soprattutto nei parchi, in piazza e negli orinatoi.
Nel 1962 Benno Premsela divenne il nuovo presidente dell'associazione. Sotto il nuovo presidente l'associazione diresse maggiormente le sue attività verso il mondo esterno, ossia la società eterosessuale. Ad esempio, nel 1964 l'associazione cambiò nome: da Cultuur- en Ontspanningscentrum a Nederlandse Vereniging voor Homofielen COC ("Associazione Neerlandese per Omofili COC").
Fu il primo nome dell'associazione che mostrava apertamente che si trattava di un'associazione per omosessuali. Il nome vecchio e conosciuto, C.O.C., rimaneva ma senza i punti] e senza il suo significato di cultura e ricreazione.
La rivista mensile Vriendschap venne sostituita da una rivista letteraria e politica che denominata Dialoog ("Dialogo"). La nuova rivista non aveva quale pubblico principale le persone omosessuali ma parlava soprattutto di omosessualità. Alla redazione appartenevano anche lo scrittore Gerard Reve e l'editore Johan Polak.

### Gli anni settanta del XX secolo
Negli anni settanta cresceva l'accettazione dell'omosessualità, e diminuiva la resistenza delle Chiese, dei medici e della società.
Ne risultò nel 1971 l'abolizione dell'articolo 248 bis del codice penale e nel 1973 il riconoscimento ufficiale del COC.
Dal 1971 il COC si chiamava Nederlandse Vereniging voor Integratie van Homoseksualiteit COC (N.V.I.H.-COC, "Associazione Neerlandese dell'Integrazione dell'Omosessualità COC").
Gli anni settanta erano un periodo di radicalizzazione. Prima degli anni settanta il COC si era concentrato sulla assimilazione degli omosessuali all'ambiente eterosessuale.
Negli anni settanta un crescente numero di omosessuali chiedeva un proprio posto nella società, accanto agli eterosessuali e con la propria identità. Grazie alla rivoluzione sessuale si sviluppò una vivente cultura di sesso tra i gay.
Nel Paese, accanto al COC, vennero fondate altre organizzazioni LGBT. Il COC rimaneva l'organizzazione LGBT più grande ma perdeva influenza e si concentrava perlopiù sulla politica. Si trasformava gradualmente in una specie di sindacato LGBT.
Negli anni ottanta – gli anni in cui arrivò AIDS – le autorità dei Paesi Bassi accettarono il COC come portavoce di questioni inerenti all'omosessualità.
Il matrimonio fra persone dello stesso sesso nel 2001, però, fu sostenuto soprattutto dal giornale Gay Krant.
Il COC, anche sotto l'influenza dell'ala femminile del COC, rifiutava il matrimonio in generale fino alla metà degli anni novanta.

## Organizzazione
Dal 2000 il COC è una associazione federativa costituita da 24 associazioni locali (novembre 2011), tali associazioni sono unite nella Federatie van Nederlandse Verenigingen tot Integratie van Homoseksualiteit COC Nederland ("Federazione delle Associazioni Neerlandesi dell'Integrazione dell'Omosessualità COC Paesi Bassi"), in breve COC Nederland ("COC Paesi Bassi"). Le associazioni locali hanno complessivamente circa 7000 membri.
Il COC Nederland ("COC Paesi Bassi") è membro dell'ILGA (International Lesbian and Gay Association) e dell'ILGA-Europe.
La federazione nazionale e le associazioni locali sono riconosciute come organizzazione non lucrativa di utilità sociale (ONLUS) secondo il diritto tributario dei Paesi Bassi.

### Cooperazioni
La federazione nazionale del COC lavora insieme con l'Humanistisch Verbond ("Unione Umanistica"), l'Hivos ("Istituto Umanistico della Cooperazione di Sviluppo"), l'Oxfam Novib, lo Schorer-Stichting ("Fondazione Schorer") e le ambasciate neerlandesi nell'estero.

## Attività
Le associazioni locali si concentrano sulle attività e sulla politica nelle loro rispettive regioni. Organizzano la diffusione di informazione nelle scuole secondarie, organizzano gruppi di conversazione, offrono un luogo per incontrarsi alla comunità LGBT, organizzando cineforum e serate in discoteca. Le associazioni locali dipendono soprattutto dal lavoro di volontari.
La federazione nazionale del COC è impiegata a livello nazionale, ad esempio opera quale gruppo di pressione nella politica nazionale.
Inoltre offre formazione per i volontari delle associazioni locali, per renderli abili alla diffusione di informazioni e nel gestire i gruppi di conversazione.
Per i giovani esiste la fondazione Stichting Hoezo/Expreszo, legata al COC. La fondazione opera quale editore della rivista Expreszo, dedicata ai giovani.
La federazione nazionale COC aiuta le organizzazioni LGBT nell'estero, soprattutto in Europa orientale e Asia centrale, offrendo formazione, cooperazione e consigli.